# Everaldo Costa Azevedo
Everaldo Costa Azevedo (nascido em 24 de julho de 1944) é um ex-boxeador profissional de Jacuípe, Alagoas, Brasil. Azevedo era um meio-médio de renome internacional com uma carreira que o levaria a lutar em 17 países ao longo de quase 20 anos.. Azevedo foi rankeado como o melhor meio-médio-ligeiro do mundo pela WBA em 1974 e No. 2 no mundo pelo WBC em 1972 Azevedo lutou pelo título mundial duas vezes em sua carreira. A primeira em 1972, quando perdeu na decisão de 15 rounds para o campeão Bruno Arcari. E uma segunda vez em 1977 contra o então campeão e futuro Hall da Fama do Boxe, Carlos Palomino, em uma polêmica decisão de 15 rounds em favor do campeão mexicano. Azevedo vinha vencendo nas primeiras 10 rodadas e Palomino havia vencido apenas nas últimas cinco rodadas.

## Carreira profissional
Azevedo lutou com muitos campeões e desafiantes bem rankeados ao longo de sua carreira, incluindo Bruno Arcari, Carlos Palomino, Nicolino Locche, Joergen Hansen, Rocky Fratto, Billy Backus, Gianfranco Rosi, Marijan Beneš e o medalhista olímpico de bronze Mario Guilloti .

### 1963-1966
Azevedo fez suas primeiras 28 lutas no Brasil e teve um recorde de 19 vitórias, 5 empates e 4 derrotas.

### 1967-1971
Azevedo passou os quatro anos seguintes lutando na Argentina em um total de 38 lutas, com impressionantes 15 empates.

### Primeira luta pelo título mundial
Por um período de cinco anos, de 1967 até 1972, Azevedo estava invicto em 40 lutas consecutivas até alcançar o ranking de # 2 Júnior Welterweight do mundo pelo WBC.. Em 2 de dezembro de 1972, Azevedo perdeu por 15 rounds para o campeão mundial italiano Bruno Arcari em Torino, na Itália.

#### 1973-1977
Azevedo teria duas vitórias sobre o campeão europeu Joergen Hansen, uma por nocaute. Ele também superou o medalhista olímpico de bronze de 1968, Mario Omar Guilloti, por uma vitória por decisão. Azevedo também teria uma seqüência ininterrupta de três anos, ficando invicto até 1977.

### Segunda luta pelo título mundial
Em 13 de setembro de 1977, Azevedo desafiou o campeão Carlos Palomino pelo WBC World Welterweight Championship . Os 10 primeiros rounds da luta foram de Azevedo, mas Palomino não ganhou nenhum round.  Os comentadores Chico Vejar e Gil Clancy afirmaram que só deram uma volta a Palomino no dia 11.  Palomino foi premiado com uma decisão unânime polêmica.   Poucos meses depois, Azevedo enfrentou o ex-campeão dos meio-médios Billy Backus em sua cidade natal , Syracuse, em Nova York. O árbitro fez com que Azevedo vencesse de 7 a 5, mas foi anulado pelos outros dois juízes e a luta empatou. 

#### 1978-1982
Azevedo encerraria 1978 com derrotas para Rocky Fratto e Marijan Benes. 1979 seria um ano melhor para Azevedo, quando ele marcou vitórias consecutivas sobre os campeões europeus Louis Acaries e Alain Marion na França . A última luta de Azevedo aconteceria em 1982. Ele encerraria sua carreira nocauteando o campeão europeu e francês dos meio-médios Alain Marion pela segunda vez. Marion encerraria a carreira com apenas três derrotas, todas por nocaute. Duas derrotas foram sofridas pelas mãos de Azevedo e a terceira pelas mãos de Joergen Hansen, que Azevedo também nocauteou. 